# Ioan Sârbu
Ioan Sârbu (n. 15 ianuarie 1830, Ignăței, Republica Moldova - d.  10 aprilie 1868, Măscăuți) a fost un fabulist român basarabean.
Printre cele mai cunoscute opere ale sale sunt Fabule (1851) și Alcătuiri (1852).